# Рациональная система единиц
Рациональная система единиц, квантово-релятивистская система единиц — система физических единиц, в которой в качестве физических единиц измерения приняты основные константы теории относительности и квантовой механики — скорость света {\displaystyle c} и постоянная Планка {\displaystyle \hbar }. Единицей измерения длины является комптоновская длина волны электрона (квантовая электродинамика) или протона (квантовая хромодинамика) {\displaystyle {\frac {\hbar }{mc}}}, единицей измерения времени является величина {\displaystyle {\frac {\hbar }{mc^{2}}}}, единицей измерения массы является масса электрона или протона {\displaystyle m}. Иногда в качестве единицы массы используется масса, эквивалентная энергии в 1 Мэв, или в качестве длины — расстояние, равное ферми, или в качестве интервала времени — секунда. Для перехода в рациональную систему единиц размерности всех физических величин приводятся к размерности длины (или массы) в соответствующей степени путём умножения на соответствующие степени постоянной Планка и скорости света. Затем в математических формулах символы скорости света и постоянной Планка заменяются на {\displaystyle 1}. В этой системе единиц масса, энергия и импульс имеют размерность обратной длины, время имеет размерность длины.
Рациональная система единиц широко применяется в теоретической физике и теоретической астрономии.
Преимуществом применения рациональной системы единиц в математических формулах, описывающих физические явления, является отсутствие числовых множителей, относящихся к постоянной Планка и скорости света, что облегчает расчеты.
Существенными недостатками рациональной системы единиц являются: очень далёкие от практики значения производных единиц; значения некоторых постоянных известны с недостаточной точностью, и их уточнение потребовало бы изменения образцовых мер; открытие новых физических явлений или закономерностей может привести к существенному изменению соотношений между значениями единиц, принятых за основные.
Понятие введено в науку А.Э. Руарком в 1931 г.

## Единицы измерения
| Величина                          | Формула определения                                                     | Значение (система СГС)                      | Значение (система СИ)                       |
| --------------------------------- | ----------------------------------------------------------------------- | ------------------------------------------- | ------------------------------------------- |
| Длина                             | Комптоновская длина волны электрона{\displaystyle {\frac {\hbar }{mc}}} | {\displaystyle 3,862\times 10^{-11}} см     | {\displaystyle 3,862\times 10^{-13}} м      |
| Время                             | Величина {\displaystyle {\frac {\hbar }{mc^{2}}}}                       | {\displaystyle 1,288\times 10^{-21}} с      | {\displaystyle 1,288\times 10^{-21}} с      |
| Масса                             | Масса электрона {\displaystyle m}                                       | {\displaystyle 9,109\times 10^{-28}} г      | {\displaystyle 9,109\times 10^{-31}} кг     |
| Площадь                           | {\displaystyle {\frac {\hbar ^{2}}{m^{2}c^{2}}}}                        | {\displaystyle 1,491\times 10^{-21}} см2    | {\displaystyle 1,491\times 10^{-25}} м2     |
| Энергия                           | Величина {\displaystyle mc^{2}}                                         | {\displaystyle 8,187\times 10^{-7}} эрг     | {\displaystyle 8,187\times 10^{-14}} дж     |
| Импульс                           | Величина {\displaystyle mc}                                             | {\displaystyle 2,731\times 10^{-17}} г*см/с | {\displaystyle 2,731\times 10^{-22}} кг*м/с |
| Момент импульса                   | Постоянная Планка {\displaystyle \hbar }                                | {\displaystyle 1,055\times 10^{-27}} эрг*c  | {\displaystyle 1,055\times 10^{-34}} Дж*c   |
| Электрический заряд               | {\displaystyle {\sqrt {\hbar c}}}                                       | {\displaystyle 5,623\times 10^{-9}} СГС     | {\displaystyle 1,876\times 10^{-18}} Кл     |
| Скорость                          | Скорость света {\displaystyle c}                                        | {\displaystyle 2,998\times 10^{10}} см/с    | {\displaystyle 2,998\times 10^{8}} м/с      |
| Ускорение                         | {\displaystyle {\frac {mc^{3}}{\hbar }}}                                | {\displaystyle 2,327\times 10^{31}} см/с2   | {\displaystyle 2,327\times 10^{29}} м/с2    |
| Сила                              | Величина {\displaystyle {\frac {m^{2}c^{3}}{\hbar }}}                   | {\displaystyle 2,120\times 10^{4}} дин      | {\displaystyle 2,120\times 10^{-1}} Н       |
| Момент силы                       | {\displaystyle mc^{2}}                                                  | {\displaystyle 8,187\times 10^{-7}} дин*см  | {\displaystyle 8,187\times 10^{-14}} Н*м    |
| Сила тока                         | {\displaystyle {\frac {mc^{\frac {5}{2}}}{\hbar ^{\frac {1}{2}}}}}      | {\displaystyle 4,365\times 10^{12}} СГС     | {\displaystyle 1,456\times 10^{3}} А        |
| Напряжённость электрического поля | {\displaystyle {\frac {m^{2}c^{\frac {5}{2}}}{\hbar ^{\frac {3}{2}}}}}  | {\displaystyle 3,771\times 10^{12}} СГС     | {\displaystyle 1,131\times 10^{17}} В/м     |
| Потенциал                         | {\displaystyle {\frac {mc^{\frac {3}{2}}}{\hbar ^{\frac {1}{2}}}}}      | {\displaystyle 1,456\times 10^{2}} СГС      | {\displaystyle 4,366\times 10^{4}} В        |

Элементарный электрический заряд e в этой системе равен квадратному корню из постоянной тонкой структуры.

## Размерности физических величин
| Физическая величина               | Размерность (длина)    | Размерность (масса)    |
| --------------------------------- | ---------------------- | ---------------------- |
| Длина                             | {\displaystyle L^{1}}  | {\displaystyle M^{-1}} |
| Время                             | {\displaystyle L^{1}}  | {\displaystyle M^{-1}} |
| Скорость                          | Безразмерная величина  | Безразмерная величина  |
| Действие                          | Безразмерная величина  | Безразмерная величина  |
| Угловой момент                    | Безразмерная величина  | Безразмерная величина  |
| Электрический заряд               | Безразмерная величина  | Безразмерная величина  |
| Масса                             | {\displaystyle L^{-1}} | {\displaystyle M}      |
| Энергия                           | {\displaystyle L^{-1}} | {\displaystyle M}      |
| Импульс                           | {\displaystyle L^{-1}} | {\displaystyle M}      |
| Гравитационная постоянная         | {\displaystyle L^{2}}  | {\displaystyle M^{-2}} |
| Напряжённость электрического поля | {\displaystyle L^{-2}} | {\displaystyle M^{2}}  |
| Напряжённость магнитного поля     | {\displaystyle L^{-2}} | {\displaystyle M^{2}}  |
| Лагранжиан                        | {\displaystyle L^{-4}} | {\displaystyle M^{4}}  |